# Francesca Prestia
Francesca Prestia (Catanzaro, 27 settembre 1965) è una cantante italiana.
È l’unica donna cantastorie della Calabria che compone ballate anche in lingua grecanica e arbëreshe.

## Biografia
È diplomata in flauto traverso (ha conseguito il compimento inferiore di Composizione); è diplomata in Musicoterapia, laureata in Dams Musica (Facoltà di Lettere e Filosofia).
Nel giugno 2015 ha eseguito, nella serata finale di Musicultura 2015 a Macerata con il cantautore Roberto Vecchioni il duetto amoroso ispirato alla traduzione de “Il Cantico dei cantici” in lingua grecanica curata dal poeta Salvino Nucera.

### Le ballate
Oltre a numerose ballate finalizzate a far conoscere personalità illustri della cultura occidentale (Gioacchino da Fiore, Tommaso Campanella, Bernardino Telesio, San Francesco di Paola e Cassiodoro), di particolare importanza sono le ballate composte per cantare i “vinti” che resistono e denunciano la mafia, a incominciare dalla Ballata per Lea Garofalo. Su Riace modello di accoglienza e integrazione dei migranti ha composto ad agosto del 2018 una ballata (Riace forever) col sussidio dello storico Piero Bevilacqua, del pedagogista Nicola Siciliani de Cumis e del giornalista Romano Pitaro.
Con questo intento è nata la ballata (marzo 2018) dedicata alla contadina di Calabricata Giuditta Levato assassinata dal latifondo nel ’46 (“Bella Giuditta”) premiata in provincia di Mantova al concorso nazionale Giovanna Daffini, “la diva delle mondine”.
Il cd “Mare Nostrum” affronta i temi del Mediterraneo visto non solo come problema per via delle migrazioni epocali, ma come mare-ponte, spazio di molteplici e interessanti contaminazioni culturali e per occasioni di sviluppo economico e sociale.;
L'ultimo suo cd Donne del Sud - Anch'io Francesca Prestia canto Otello Profazio con dedica di Dacia Maraini e presentazione di Giuseppe Tripodi, è stato pubblicato nel maggio 2019 da Calabria Sona.
Con l'unica rabbina donna d'Italia, Barbara Aiello, che dalla California  è rientrata a Serrastretta (Calabria) dove legge la Torah in una piccola sinagoga frequentata da ebrei italiani ed americani, ha collaborato alla realizzazione dello spettacolo “Figli di Ashenez”.   
È ideatrice e direttrice artistica di Cuore Cantastoria Festival Nazionale dei Cantastorie, la cui prima edizione si è svolta a Catanzaro nel Complesso Monumentale San Giovanni e al quale hanno preso parte artisti di più nazioni. (il titolo del Festival è tratto dall’epitaffio sulla tomba del poeta calabrese Franco Costabile dedicatogli da Giuseppe Ungaretti : “Con questo cuore troppo cantastorie,
dicevi ponendo una rosa nel bicchiere
e la rosa s'è spenta poco a poco
come il tuo cuore, si è spenta per cantare
una storia tragica per sempre”)